# Región Autónoma de la Costa Caribe Sur

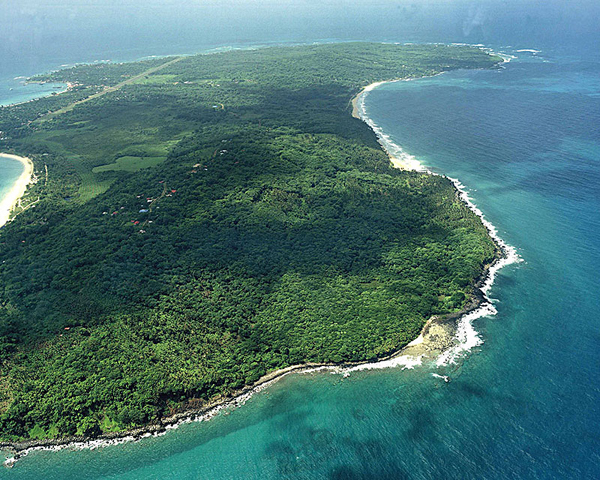
Big Corn Island

Región Autónoma de la Costa Caribe Norte is een van de twee autonome regio's in Nicaragua. Het gebied heeft een oppervlakte van 27.260 km² en een inwoneraantal van 408.326 (2019). De hoofdstad is Bluefields.

## Geschiedenis
Het gebied wordt al eeuwenlang bewoond door Miskito-indianen, hoewel er tegenwoordig door rassenvermenging nog weinig volbloed Miskito bestaan. De Miskito keerden zich steeds tegen de Spanjaarden en later de Nicaraguanen en werden daarin gesteund door het Verenigd Koninkrijk. In 1894 werd hun gebied dan toch bij Nicaragua gevoegd, om in 1900 het departement Zelaya te gaan vormen.
De grondwet van 1986 kondigde mede ten behoeve van de Miskito het Handvest van Autonomie voor het toenmalige departement Zelaya af. Dit departement, dat de oostelijke helft van het land besloeg, werd in twee autonome regio's verdeeld: Región Autónoma del Atlántico Sur en Región Autónoma del Atlántico Norte. Het Handvest is grotendeels gebaseerd op het Spaanse bestuurlijke model: de autonome regio's worden bestuurd door een gouverneur en een regionale raad. Defensie, buitenlandse zaken en dergelijke zijn de verantwoordelijkheid van de centrale overheid in Managua.

## Ligging
Región Autónoma del Atlántico Sur wordt in het noorden begrensd door Región Autónoma del Atlántico Norte, in het oosten door de Caribische Zee, in het westen door de departementen Matagalpa, Boaco en Chontales en in het zuiden door het departement Río San Juan.

## Gemeenten
Het gebied is verdeeld in twaalf gemeenten:
- Bluefields
- Corn Island
- Desembocadura de Río Grande
- El Ayote
- El Rama
- El Tortuguero
- Kukra Hill
- La Cruz de Río Grande
- Laguna de Perlas
- Muelle de los Bueyes
- Nueva Guinea
- Paiwas

Boaco · Carazo · Chinandega · Chontales · Estelí · Granada · Jinotega · León · Madriz · Managua · Masaya · Matagalpa · Nueva Segovia · Rivas · Río San Juan
Autonome regio's: Región Autónoma de la Costa Caribe Norte · Región Autónoma de la Costa Caribe Sur